# Pyreferra pettiti
Pyreferra pettiti là một loài bướm đêm trong họ Noctuidae.